# Lepthyphantes balearicus
Lepthyphantes balearicus är en spindelart som beskrevs av Denis 1961. Lepthyphantes balearicus ingår i släktet Lepthyphantes och familjen täckvävarspindlar. Inga underarter finns listade i Catalogue of Life.